# Keren Ann
Ne doit pas être confondu avec Karen Ann Quinlan.
Pour les articles homonymes, voir Ann.
Keren Ann est une auteure-compositrice-interprète, réalisatrice et guitariste française d'origine israélo-néerlandaise d'expression française et anglaise, née le 10 mars 1974 à Césarée. Elle a été nommée trois fois aux Victoires de la musique comme artiste féminine de l'année et a coécrit avec Benjamin Biolay la chanson Jardin d'hiver qui sera reprise par Henri Salvador puis plusieurs musiciens de jazz. L'album de Henri Salvador Chambre avec vue, co-écrit et co-composé par Keren Ann s'est vendu à plus d'un million et demi d'exemplaires.

## Biographie
Keren Ann est née à Césarée en Israël. Elle vit aux Pays-Bas jusqu'à l'âge de onze ans avant de s'installer en France, tout en conservant la nationalité néerlandaise[source secondaire nécessaire]. En 2012, elle est naturalisée française. Elle parle couramment anglais, français, hébreu et néerlandais.
En 1998, elle participe à l'aventure du groupe Shelby[source secondaire souhaitée], couronné d'un discret succès.
Keren Ann entame par la suite une carrière solo, marquée en 2000 par la sortie de son premier album, La Biographie de Luka Philipsen. Cet album contient la chanson Jardin d'hiver qui deviendra une des chansons les plus écoutées à la radio en 2001. Elle co-écrit et co-compose la même année un album pour Henri Salvador, Chambre avec vue, qui remporte deux Victoires de la musique en 2001 et se vend à plus d'un million et demi d'exemplaires
.
En 2002, Keren Ann sort son deuxième album, La Disparition. Au cours d'une longue tournée, elle fait son premier Olympia en tête d'affiche et confirme sa personnalité et son talent. Cet album connaît un joli succès. On y retrouve les titres Au coin du monde, Ailleurs et La corde et les chaussons. Elle est nommée dans la catégorie artiste féminine de l'année aux Victoires de la musique 2003.
Un troisième album, entièrement en anglais, intitulé Not Going Anywhere, sort en septembre 2003. L'album connaît également un bon succès[source secondaire nécessaire]. Keren Ann est nommée en 2004 aux Victoires de la musique dans la catégorie artiste féminine de l'année.
En 2003, sort le projet Lady and Bird avec Barði Jóhannsson, du groupe islandais Bang Gang.
En novembre 2004 sort son quatrième album, Nolita, dont le nom vient du quartier de New York où elle l'a écrit. Keren Ann entame en janvier 2005 une tournée en France et aux États-Unis avec la chanteuse norvégienne Ane Brun en première partie, en passant par la Cigale et l'Olympia. Elle est nommée en 2005 aux Victoires de la musique, une nouvelle fois dans la catégorie « artiste féminine de l'année ».
En 2006, elle écrit, compose et réalise un nouvel album entièrement chanté en anglais, d'une sonorité légèrement plus rock que les précédents. Il sort le 23 avril 2007. Keren Ann part ensuite pour une tournée[source secondaire souhaitée] qui passe par l'Olympia. L'album reçoit un bon accueil critique et connaît dès sa sortie un joli succès[source secondaire nécessaire]. Trois singles en sont issus. Keren Ann reprend sa tournée en novembre 2007, et passe notamment par la France et les États-Unis.
En février 2011, Keren Ann sort un nouvel album nommé 101, chiffre symbolique pour la chanteuse[pas clair]. Le premier single, My name is trouble, est le premier single de Keren Ann à se classer dans le Top 100 en France (no 68).
Le 21 juillet 2012, elle donne naissance à son premier enfant, une fille prénommée Nico.
Keren Ann compose des bandes originales de films notamment pour le film Yossi du réalisateur israélien Eytan Fox qui sort le 2 janvier 2013 sur les écrans français. La chanteuse y apparaît également lors d'une scène où elle se produit en concert en reprenant d'anciennes chansons israéliennes[source secondaire souhaitée].
En janvier 2016, Polydor annonce que Keren Ann vient de signer avec eux pour la distribution de son album You're Gonna Get Love. Son septième album sort le 25 mars 2016 et est inspiré par la naissance de sa fille Nico et le décès de son père avec le titre Where Did You Go,,.
Son huitième album solo, Bleue, sort le 15 mars 2019 chez Polydor. Les textes de Bleue sont en français, de bout en bout, une première depuis Nolita en 2004. La mélancolie, domine dans cet album. Elle réalise le clip du morceau Sous L'eau en s'inspirant du mot de départ de Virginia Woolf[source secondaire souhaitée].
En 2018, Keren Ann fait des concerts avec le Quatuor Debussy[source secondaire souhaitée]. Elle est également artiste associée au Théâtre national de Bretagne[source secondaire souhaitée]. Elle propose plusieurs performances avec d'autres artistes comme Albin de la Simone, Yuksek, Raashan Ahmad...[source secondaire souhaitée] En mai 2019, elle réunit notamment autour d'elle l’Orchestre symphonique de Bretagne, pour un concert[source secondaire souhaitée] tiré de son répertoire.
En décembre 2019, Keren Ann reçoit le Grand prix de la chanson française de la SACEM.
En 2021, elle crée et compose avec la comédienne Irène Jacob un spectacle Où es-tu ?
Du 28 janvier au 4 février 2022, l'opéra Red Waters, qu'elle a composé en 2011 avec Barði Jóhannsson (Lady & Bird)[source secondaire souhaitée], mis en scène par Arthur Nauzyciel, est joué à l'Opéra de Rennes.
En décembre 2023, Alice Renard et Keren Ann proposent une lecture musicale du roman La Colère et l'Envie sur la scène de la Maison de la Poésie à Paris[source insuffisante].

## Influences
En termes d'écriture, elle dit être influencée par Bruce Springsteen, Bob Dylan, Sylvia Plath, Virginia Woolf ou Leonard Cohen.

## Discographie

### Albums studio
- 2000 : La Biographie de Luka Philipsen
- 2002 : La Disparition
- 2003 : Not Going Anywhere
- 2004 : Nolita
- 2007 : Keren Ann
- 2011 : 101
- 2016 : You're Gonna Get Love.
- 2019 : Bleue
- 2022 : Keren Ann & Quatuor Debussy
- 2025 : Paris amour

### Participations et collaborations
- 1998 : 1+1 du groupe Shelby avec Karen Brunon et Benjamin Biolay
- 2000 : Chambre avec vue, en collaboration avec Benjamin Biolay, pour Henri Salvador Jardin d'hiver, Chambre avec vue, Jazz Méditerranée, Un tour de manège et Faire des ronds dans l'eau.
- 2001 : Rose Kennedy, pour Benjamin Biolay
- 2003 : Ma chère et tendre et Ailleurs, pour Henri Salvador
- 2003 : Forward and Reverse du groupe islandais Bang Gang
- 2003 : Négatif, pour Benjamin Biolay
- 2003 : Lady & Bird, en collaboration avec Barði Jóhannsson, du groupe islandais Bang Gang. Tracklisting: Do What I Do, Shepard's Song, Stephanie Says, Walk Real Slow, Suicide is Painless, The Morning After, Run in the Morning Sun, See Me Fall, Blue Skies et La Ballade Of Lady & Bird.
- 2004 : Let it be me, duo avec Dave, sur l'album Doux Tam-Tam
- 2009 : La Ballade Of Lady & Bird, album symphonique live enregistré à Reykjavik en collaboration avec Barði Jóhannsson, du groupe islandais Bang Gang
- 2009 : Don't Feel Ashamed du groupe islandais Bang Gang
- 2009 : Boy / Lucky Man, Titre 2 de l'album éponyme Asaf Avidan & The Mojos
- 2010 : Dingue, pour Emmanuelle Seigner
- 2010 : Réalisation de la bande originale du film Thelma, Louise et Chantal (écriture et composition de la musique originale, et arrangements de reprises interprétées par plusieurs artistes dont Vanessa Paradis, Benjamin Biolay, et Jane Birkin).
- 2010 : We Were So Turned On (Tribute To David Bowie), reprise de Life on Mars?
- 2010 : Soleil Bleu, pour Sylvie Vartan
- 2011 : Je fume pour oublier que tu bois d'Alain Bashung sur l'album Tels Alain Bashung
- 2013 : Bande originale du film Yossi de Eytan Fox (Lay Your Head Down, Strange Weather, My Name Is Trouble)
- 2015 : The Wolves Are Whispering du groupe islandais Bang Gang A Lonely Bird
- 2017 : Bande originale de l'épisode On Flotte de la série Paris, etc. réalisée par Zabou Breitman
- 2018 : Bande originale du film La Femme la plus assassinée du monde de Franck Ribière
- 2019 : Ce qui restera de Vincent Delerm sur l'album Panorama.

Duos :
- 2004 : Veruca Salt et Frank Black avec Dominique A et Vincent Delerm, sur l'album de ce dernier Kensington Square
- 2006 : Refrain du titre M'effacer, dans l'album Gibraltar d'Abd al malik
- 2012 : Reprise avec Yuksek du titre Smalltown Boy de Bronski Beat
- 2013 : Reprise avec les BB Brunes du titre Stéréo, de l'album Long Courrier
- 2017 : Toujours un coin qui me rappelle, en duo avec Eddy Mitchell sur son album  La Même Tribu (volume 1)
- 2019 : The Day the Sun Came[14], en duo avec Raashan Ahmad sur l'album The Sun
- 2019 : Le Goût d'inachevé[15], en duo avec David Byrne sur l'album Bleue de Keren Ann
- 2019 : Reprise avec Étienne Daho du titre La Ligne Droite de Barbara et Georges Moustaki
- 2023 : L'Extraordinarium de Dionysos, duo sur le titre Le Chêne

### Singles
- 2000 : Seule
- 2000 : Sur le fil
- 2001 : Aéroplane
- 2002 : Au coin du monde
- 2002 : Ailleurs
- 2003 : La corde et les chaussons
- 2003 : Not going anywhere
- 2003 : Sailor and Widow
- 2004 : Que n'ai-je ?
- 2004 : La forme et le fond
- 2005 : Midi dans le salon de la duchesse
- 2005 : Chelsea Burns
- 2005 : Greatest you can find
- 2007 : Lay your head down
- 2007 : It ain't no crime
- 2007 : In your back
- 2010 : My name is trouble
- 2011 : Sugar Mama
- 2016 : Where did you go
- 2016 : Incensible world
- 2016 : Easy money
- 2016 : You're gonna get love
- 2019 : Sous l'eau
- 2019 : Bleu
- 2019 : Odessa, odyssée

## Filmographie
- 1997 : K d'Alexandre Arcady : Judith

## Dans la culture
En plus des présences de certaines de ses compositions dans les bandes originales de certains films, qui sont recensées par l'IMDb, on peut[style à revoir] trouver d'autres utilisations de ses chansons dans les films suivants :
- En 2008, sa chanson Chelsea Burns est présente dans la bande originale du long métrage Deux jours à tuer de Jean Becker[source secondaire souhaitée].

## Décorations
- Chevalière de l'ordre des Arts et des Lettres. Elle est faite chevalière en avril 2012
- Officière de l'ordre des Arts et des Lettres. Elle est élevée au grade d’officière le 25 septembre 2017[16].
- Chevalière de l'ordre national du Mérite. Elle est faite chevalière le 29 mai 2019[17].